# Ле Шиффр
Ле Шиффр (фр. Le Chiffre) — вигаданий персонаж, який з'являється в 1953 році у першому романі Яна Флемінга про Джеймса Бонда — «Казино „Рояль“». 
Актори, які зіграли роль Ле Шиффра на екрані:
- Пітер Лорре — телефільм «Казино „Рояль“» 1954 р.;
- Орсон Веллс  — фільм «Казино „Рояль“» 1967 р.;
- Мадс Міккельсен — фільм «Казино „Рояль“» 2006 року.